# Бактас
Бакта́с — река в России, в Каргасокском районе Томской области. Устье реки находится в 287 км по левому берегу реки Тым. Длина реки составляет 45 км.
Приток: Беловодная (левый).

## Данные водного реестра
По данным государственного водного реестра России относится к Верхнеобскому бассейновому округу, водохозяйственный участок реки — Обь от впадения реки Васюган до впадения реки Вах, речной подбассейн реки — Васюган. Речной бассейн реки — (Верхняя) Обь до впадения Иртыша.

## Топографические карты
- Лист карты O-44-V. Масштаб: 1 : 200 000. Состояние местности на 1983 год. Издание 1988 г.